# Zakázka
Zakázka je smluvním vztahem o oboustranných závazcích do budoucna:
- dodavatel (též zhotovitel) se zavazuje naplnit dodávku podle smluvních podmínek,
- objednatel (též odběratel) se zavazuje dodávku převzít a zaplatit.

Zakázka může mít mnoho forem:
- ústní i písemnou,
- s předem splatnou zálohou (margin) u objednávek i bez ní, i s jinak různě komplikovanými plněními (běžně konkrétně zformulovanými až v průběhu licitací, vyjednávání a výběrových řízení)